# Azucena Uresti
Azucena Uresti (Monterrey, Nuevo León; 15 de marzo de 1978) . Es una presentadora de informativos y periodista mexicana. Trabajaba como presentadora de noticias para Milenio Televisión y Radio Fórmula.

## Biografía
Azucena Uresti es una destacada periodista mexicana cuya carrera ha estado marcada por su firme compromiso con el periodismo crítico y la libertad de expresión. Nacida en México, Uresti ha dedicado su vida profesional a la comunicación.
Uresti comenzó su carrera periodística en Grupo Milenio, donde se convirtió en una de las conductoras fundadoras de Milenio Televisión en 2008. Durante su estancia en Milenio, Uresti se destacó por su capacidad para manejar temas complejos y sensibles, lo que le valió el respeto y la admiración de la audiencia y sus colegas.
En agosto de 2021, recibió amenazas de muerte en un vídeo enviado por Nemesio Oseguera Cervantes, El Mencho líder del Cártel de Jalisco Nueva Generación (CJNG). Tanto ella como otros medios de comunicación fueron amenazados por él por difundir noticias sobre los cárteles de la droga mexicanos.
A pesar de las amenazas, continuó con su trabajo muy relevante en Milenio TV y reveló que ingresaría al programa federal de protección tras recibir amenazas. El entonces presidente mexicano Andrés Manuel López Obrador la defendió y condenó las amenazas proferidas contra ella.
El 19 de enero de 2024, se transmitió por última vez su programa estelar Azucena a las 10, mostrando la trayectoria de la reportera desde sus inicios en Multimedios Radio y su continuación en Multimedios Televisión y Milenio Televisión, además de mostrar los reportajes significativos de su carrera, Azucena agradeció al público televidente, a Grupo Milenio-Multimedios y su equipo de producción, mencionando de manera textual: Ahora es momento de irme, decir adiós nunca es fácil y menos después de 20 años de considerar esta mi casa (...) Gracias al equipo que fuimos durante estos años, dejando así por finalizado tanto su programa como su participación en esta empresa.
Algunas críticas y supuestos sobre la salida de Azucena Uresti de Milenio TV incluyen la especulación de que su partida fue orquestada desde Palacio Nacional como un acto de censura y represión al periodismo crítico que ella ejercía. Esta teoría sugiere que su crítica constante y vigorosa al gobierno de la 4T pudo haber influido en su salida. Tanto Grupo Milenio como el entonces presidente Andrés Manuel López Obrador han negado que la salida de Uresti haya sido por censura o expulsión.
La propia Uresti ha insinuado que el periodismo en México enfrenta acoso y amenazas, lo que podría interpretarse como una crítica a las condiciones actuales para ejercer el periodismo en el país. Aunque no especificó las razones exactas de su salida de Milenio, su comentario sobre el acoso al periodismo ha generado especulaciones y discusiones sobre si su partida fue influenciada por presiones externas o censura.
La falta de una explicación detallada ha alimentado las especulaciones y el debate sobre las verdaderas razones detrás de su despedida.
Tras su salida de Milenio TV, Uresti se unió a Grupo Fórmula, donde ahora conduce un noticiero matutino. Este cambio representa un nuevo capítulo en su carrera, permitiéndole continuar su labor periodística y su defensa de la libertad de expresión en una nueva plataforma.
Azucena Uresti sigue siendo una figura influyente en el periodismo mexicano, y su transición a Grupo Fórmula demuestra su resiliencia y su inquebrantable dedicación al periodismo. Su historia es un testimonio de la importancia de la libertad de prensa y del papel vital que desempeñan los periodistas en la sociedad.
En 2019 fue premiada por la revista foro jurídico por el ejercicio responsable de la libertad de expresión. 